# Grallaria gravesi
Grallaria gravesi — вид горобцеподібних птахів родини Grallariidae. Описаний у 2020 році.

## Таксономія
Раніше популяція, що належить виду, вважалася частиною підвиду G. rufula obscura Вид виокремлений у 2020 році та основі генетичних, морфологічних та вокальних відмінностей.
Видова назва gravesi вшановує доктора Гері Р. Грейвса — орнітолога, робота якого сприяла відкриттю виду.

## Поширення
Ендемік Перу. Мешканець східного схилу Анд у департаментах Амазонас, Сан-Мартін та Уануко. Населяє вологі гірські ліси та узлісся.
Ареал виду відокремлений від близькоспорідненої Grallaria oneilli річкою Уайяґа.